# فرانکفورتر برگ

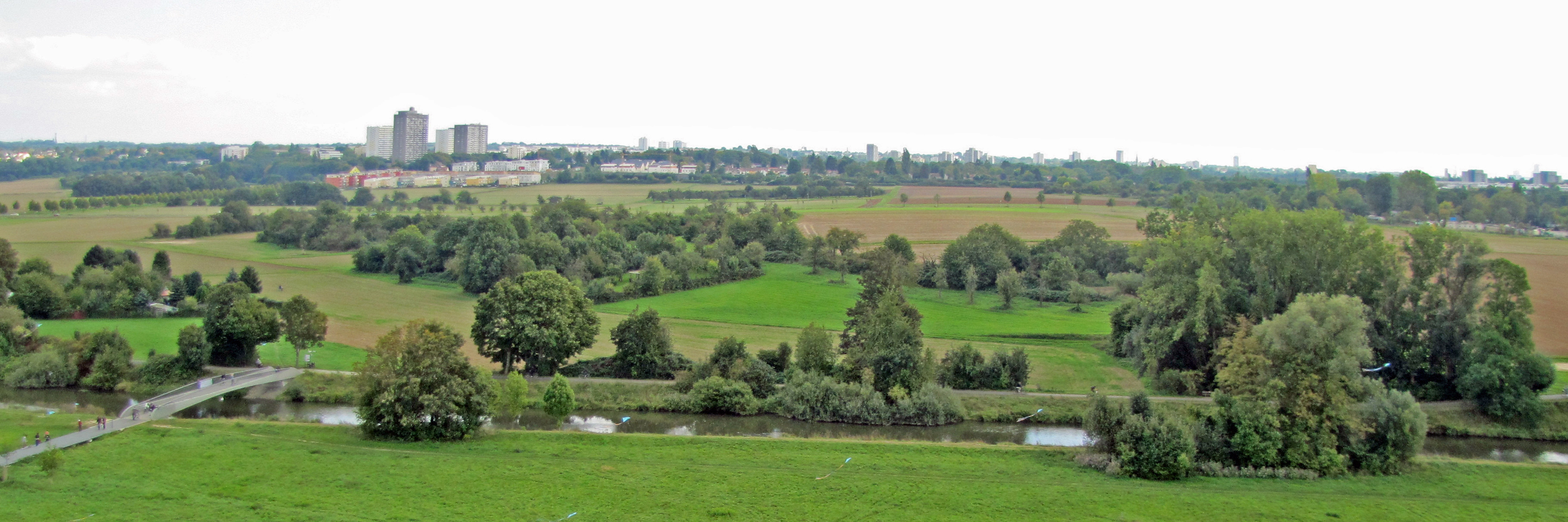
فرانکفورتر برگ، (محله فرانکفورت آم ماین)، نمایی از شمال. در پیش زمینه رودخانه «نیدا»

فرانکفورتر برگ (به آلمانی: Frankfurter Berg) یک منطقهٔ مسکونی در آلمان است که در فرانکفورت واقع شده‌است. فرانکفورتر برگ  ۶٬۸۶۳ نفر جمعیت دارد.